# Rifugio Schiazzera
Il rifugio Alpe Schiazzera è un rifugio alpino situato nel comune di Vervio (SO), in Val Saiento, nelle Alpi Retiche occidentali, a 2.079 m s.l.m.

## Storia
Nato dalla ristrutturazione di un'antica caserma della Guardia di finanza.

## Gestione
Il rifugio è interamente gestito da volontari dell'Operazione Mato Grosso.

## Accessi
- Da Vervio lungo una strada percorribile in macchina fino a pochi metri sotto al rifugio
- Da Tirano seguendo il Sentiero Italia a piedi
- Dalla Val Poschiavo attraverso il passo Portone a piedi

## Itinerari
- Passeggiata ai laghetti di Schiazzera
- Ascesa al monte della Croce
- Ascesa al monte Masuccio
- Passo Portone e cresta di confine con la Svizzera (proseguendo dalla quale si può anche raggiungere la vetta del monte Massuccio)

## Progetti-Iniziative
- Camminata "In cammino per dar luce a un sogno..." partita da Schiazzera-Le prese il 1º settembre 2008 diretta a Roma della durata di un mese circa.